# Bettina Hagedorn
Bettina Hagedorn (Kiel, 26 décembre 1955) est une femme politique allemande.